# Palacios de Sanabria
Palacios de Sanabria – gmina w Hiszpanii, w prowincji Zamora, w Kastylii i León, o powierzchni 37,01 km². W 2011 roku gmina liczyła 272 mieszkańców.